# Люба (округ Нове Замки)
Люба (словац. Ľubá) — село, громада округу Нове Замки, Нітранський край. Кадастрова площа громади — 9.4 км².
Населення 403 особи (станом на 31 грудня 2019 року).

## Історія
Люба згадується 1247 року.

## Населення
| Рік:            | 1994. | 2004.  | 2014.   | 2024.   |
| --------------- | ----- | ------ | ------- | ------- |
| Кількість осіб: | 440   | 451    | 435     | 407     |
| Різниця:        |       | +2,5 % | -3,54 % | -6,43 % |

| Рік:            | 2023. | 2024.   |
| --------------- | ----- | ------- |
| Кількість осіб: | 405   | 407     |
| Різниця:        |       | +0,49 % |